# Глаголична система числення
Глаголична система числення (глагол. — Ⰳⰾⰰⰳⱁⰾⰻⱍⱀⰰ ⱄⰻⱄⱅⰵⰿⰰ ⱍⰻⱄⰾⰵⱀⱀⱔ) — система числення, поширена у старослов'янських пам'ятках і сучасній церковнослов'янській мові. Полягає у позначенні чисел буквами глаголиці — за зразком іонійської системи нумерації.

## Історія
Глаголична система, на відміну від кирилиці (що використовувала для запису чисел переважно лише ті букви, що вели походження від грецьких, разом з грецьким числовим значенням — всупереч своєму алфавітному порядку), брала за основу алфавітний порядок, прийнятий у глаголиці, послідовно присвоюючи літерам значення від 1 до 9, від 10 до 90 і т.д. Таким чином, глаголичні й кириличні літери з однаковими назвами й звучанням можуть відрізнятись за числовим значенням.

## Таблиця відповідності літер числам
| Число | Грецький алфавіт | Кирилиця    | Глаголиця |
| ----- | ---------------- | ----------- | --------- |
| 1     | Α, α             | Ⰰ (аз)      |           |
| 2     | Β, β             | Б (буки)    |           |
| 3     | —                | В (віди)    |           |
| 4     | Γ, γ             | Г (глаголь) |           |
| 5     | Δ, δ             | Д (добро)   |           |
| 6     | Ε, ε             | Е (єсть)    |           |
| 7     | Ζ, ζ             | Ж (живіте)  |           |
| 8     | Η, η             | S (зіло)    |           |
| 9     | Θ, θ             | З (земля)   |           |
| 10    | Ι, ι             | I (і)       |           |
| 20    | Κ, κ             | И (іже)     |           |
| 30    | Λ, λ             | Ћ (гервь)   |           |
| 40    | Μ, μ             | К (како)    |           |
| 50    | Ν, ν             | Л (люди)    |           |
| 60    | Ξ, ξ             | М (мисліте) |           |
| 70    | Ο, ο             | Н (наш)     |           |
| 80    | Π, π             | О (он)      |           |
| 90    | Ϟϟ (коппа)       | П (покой)   |           |
| 100   | Ρ, ρ             | Р (рци)     |           |
| 200   | Σ, ς             | С (слово)   |           |
| 300   | Τ, τ             | Т (твердо)  |           |
| 400   | Υ, υ             | У (ук)      |           |
| 500   | Φ, φ             | Ф (ферт)    |           |
| 600   | Χ, χ             | Х (хір)     |           |
| 700   | Ψ, ψ             | Ѡ (от)      |           |
| 800   | Ω, ω             | Щ (шта)     |           |
| 900   | Ϡϡ (дисигма)     | Ц (ци)      |           |
| 1000  | —                | Ч (черв)    |           |

Тисячі позначалися таким чином: до відповідної літери-цифри ліворуч приписували нахильну рису з двома поперечними рисками — ҂ (Юнікод U+0482).

## Глаголичні цифри
Для написання цифер глаголицею використовують звичайні літери глаголиці та додають до них титл:
ⰰ҃-1 ⰱ҃-2  ⰲ҃-3 ⰳ҃-4 ⰴ҃-5 ⰵ҃-6 ⰶ҃-7 ⰷ҃-8 ⰸ҃-9 ⰺ҃/ⰹ-10 ⰻ҃-20 ⰼ҃-30 ⰽ҃-40 ⰾ҃-50 ⰿ҃-60 ⱀ҃-70 ⱁ҃-80 ⱂ҃-90
ⱃ҃-100 ⱄ҃-200 ⱅ҃-300 ⱆ҃-400 ⱇ҃-500 ⱈ҃-700 ⱋ҃-800 ⱌ҃-900 
ⱍ҃-1000 ⱎ҃-2000 ⱐ҃/ⱏ҃-3000 ⱑ҃-4000 ⱓ҃-5000 ⰵ҃ⱍ҃-6000 ⰶ҃ⱍ҃-7000 ⰸ҃ⱍ҃-8000 ⱔ҃-9000...